# Asplenium heteroresiliens
Asplenium heteroresiliens är en svartbräkenväxtart som beskrevs av Warren Herbert Wagner. Asplenium heteroresiliens ingår i släktet Asplenium och familjen Aspleniaceae. Inga underarter finns listade.